# Cratere Srīpur
Srīpur  è un cratere sulla superficie di Marte.